# 썰매

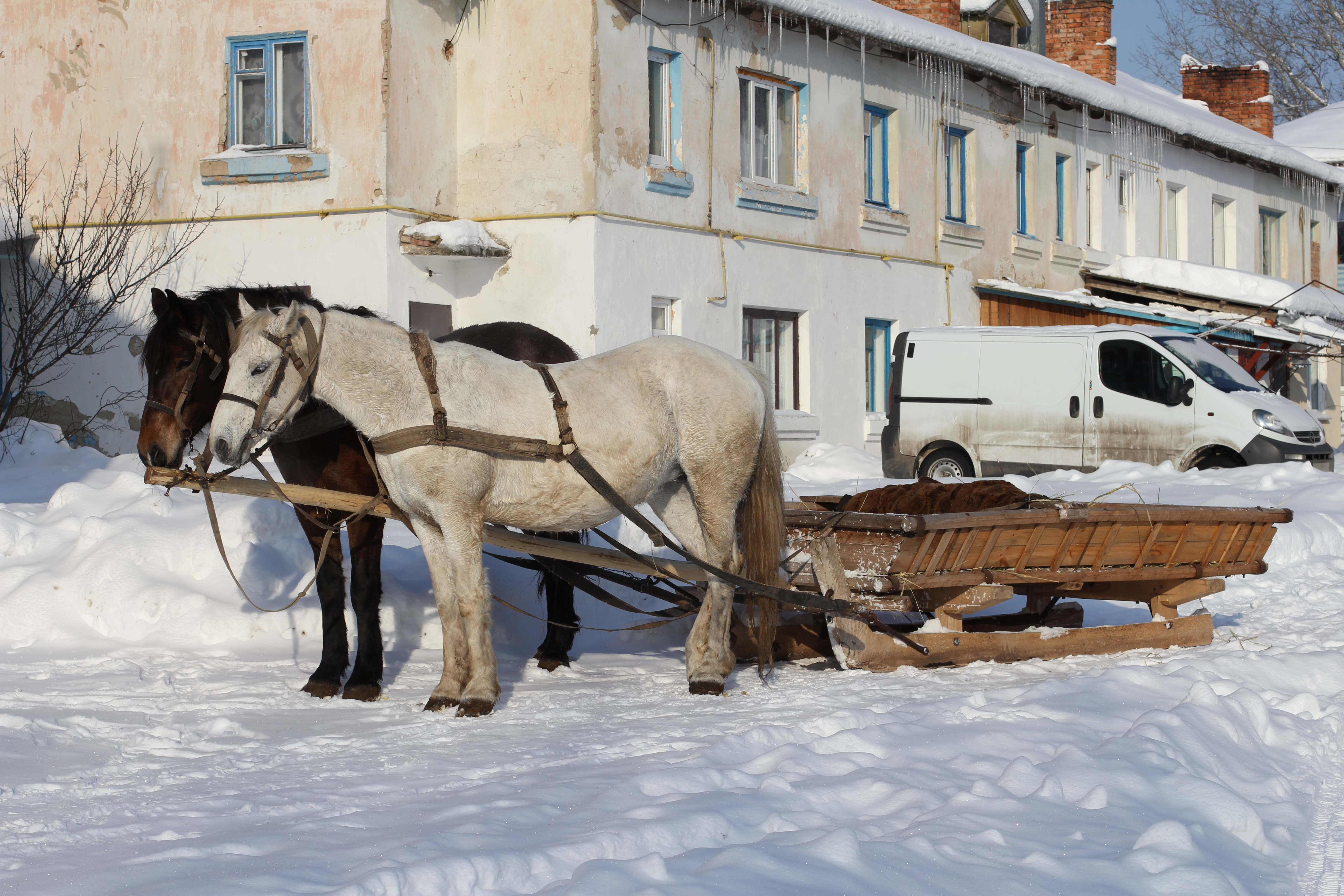
썰매

썰매는 설마에서 유래된 말로, 얼음이나 눈 위를 잘 달릴 수 있도록 바퀴 대신 평행한 가로대를 단 탈 것이다. 추운지방에서는 중요한 수송수단이며, 오늘날은 주로 스포츠에 많이 사용된다. 스포츠용 썰매는 언덕과 같은 경사진 곳을 미끄러져 내려오거나 특수하게 만들어진 길을 타고 빠른 속도로 내려오는 데 사용된다.

## 같이 보기
- 봅슬레이
- 루지
- 스켈레톤
- 터보건
- 스키
- 설마: 썰매의 어원.

## 참고 문헌
- 이 문서에는 다음커뮤니케이션(현 카카오)에서 GFDL 또는 CC-SA 라이선스로 배포한 글로벌 세계대백과사전의 내용을 기초로 작성된 글이 포함되어 있습니다.